# Freakier Friday
Freakier Friday (prt: Um Dia Ainda Mais Doido; bra: Uma Sexta Feira Mais Louca Ainda) é um futuro filme de comédia de fantasia americano dirigido por Nisha Ganatra a partir do guião de Jordan Weiss. Baseado no romance com o mesmo nome de Mary Rodgers, é uma sequência de Freaky Friday (2003) e o sétimo filme geral da franquia. Jamie Lee Curtis e Lindsay Lohan voltam a interpretar os seus respetivos papéis como Tess Coleman e Anna Coleman, juntando-se à Julia Butters e Manny Jacinto ao elenco. Mark Harmon, Chad Michael Murray, Rosalind Chao, Ryan Malgarini, Christina Vidal Mitchell, Haley Hudson, Stephen Tobolowsky e Lucille Soong também voltam a reprisar seus papéis.
As filmagens ocorreram de junho a agosto de 2024. A estreia ocorreu no El Capitan Theatre, em Los Angeles, em 22 de julho de 2025, e o lançamento nos cinemas pela Walt Disney Studios Motion Pictures ocorreu em 8 de agosto. O filme recebeu críticas positivas, com destaque para as atuações de Lohan e Curtis.

## Elenco
- Jamie Lee Curtis como Tess Coleman
- Lindsay Lohan como Anna Coleman
- Mark Harmon como Ryan
- Chad Michael Murray como Jake
- Christina Vidal Mitchell como Maddie
- Haley Hudson como Peg
- Lucille Soong como a mãe de Pei-Pei
- Stephen Tobolowsky como Sr. Elton Bates
- Rosalind Chao como Pei-Pei
- Julia Butters
- Sophia Hammons
- Manny Jacinto
- Maitreyi Ramakrishnan

## Produção
Em outubro de 2022, durante um evento no México, Jamie Lee Curtis expressou entusiasmo em fazer uma sequela de Freaky Friday com Lindsay Lohan após revelar que as duas ainda mantinham contato quando um fã perguntou se ela estava aberta para explorar mais a história do filme. Depois que a notícia da sua declaração gerar agitação online, Curtis revelou no The View alguns dias depois que ela havia contactado com a Disney acerca do assunto, tendo feito uma possível proposta. No mês seguinte, Lohan também manifestou interesse em retornar para uma sequela caso a Disney propusesse um novo filme, afirmando que adoraria trabalhar novamente com as pessoas do filme original, especialmente com Curtis.
Em novembro de 2022, Curtis afirmou que estavam em negociações com o estúdio e estavam "ambas comprometidas com isso". Em dezembro de 2022, Curtis sugeriu que estavam a aguardar o sinal verde do estúdio. Em fevereiro de 2023, Curtis reiterou que o projeto “vai acontecer”. Em maio de 2023, Curtis e Lohan foram entrevistadas pelo The New York Times sobre o aniversário de 20 anos do filme original e disseram que "só fariam algo que as pessoas adorassem" quando questionadas sobre uma sequela. A Disney então confirmou que a sequela estava em desenvolvimento, com Elyse Hollander ficando a cargo do guião, e Curtis e Lohan voltando a interpretar os seus papeis. Em junho de 2023, Curtis revelou aos fãs na Disneyland que as filmagens estavam marcadas para acontecer no ano seguinte.
Em agosto de 2023, o elenco e a equipa técnica foram entrevistados pelo The Hollywood Reporter enquanto o filme comemorava o seu 20º aniversário, com o produtor Andrew Gunn a afirmar que estaria "a encontrar uma ideia que também atendesse Jamie e Lindsay, mas também funcionasse com todos esses outros personagens, foi uma das coisas mais difíceis de fazer, mas estou a dizer-lhe que [o escritor] acabou de ter uma ideia super engraçada e comovente”, continuando: “Eu não sabia o que seria uma sequela há 20 anos, como seria Harry trocando com o avó ou algo assim, mas de repente, 20 anos depois, é como, 'Oh, na verdade, [uma sequela] poderia funcionar.' Então, eu acho que o tempo dá mais espaço para realmente se tornar algo”. Gunn revelou mais tarde que eles receberam um rascunho do guião para a sequela pouco antes da greve dos roteiristas, que novamente incorpora música e a banda fictícia Pink Slip "de uma ótima maneira". A 10 de novembro, Curtis compartilhou uma foto do reencontro com Lohan no Instagram para comemorar o fim da greve SAG-AFTRA e anunciar o desenvolvimento do projeto.
Em março de 2024, Lohan confirmou que a sequência estava em desenvolvimento ativo e que ela e Curtis estariam "a entrar em todos os detalhes e reflexões sobre o guião". No mesmo mês, Nisha Ganatra foi contratada para dirigir o filme, com Jordan Weiss a reescrever o guião. Em junho de 2024, Julia Butters, Manny Jacinto, Sophia Hammons e Maitreyi Ramakrishnan juntaram-se ao elenco, com Mark Harmon, Chad Michael Murray, Christina Vidal, Haley Hudson, Lucille Soong, Stephen Tobolowsky e Rosalind Chao a voltarem a interpretar os seus papéis do filme original.
As filmagens começaram em Los Angeles em junho de 2024.
Um teaser trailer do filme foi divulgado no YouTube a 14 de março de 2025.

## Lançamento
Freakier Friday está agendado para ser lançado a 8 de agosto de 2025 nos Estados Unidos, pela Walt Disney Studios Motion Pictures. Em Portugal e no Brasil será lançado um dia antes.